# برمجية تخويف

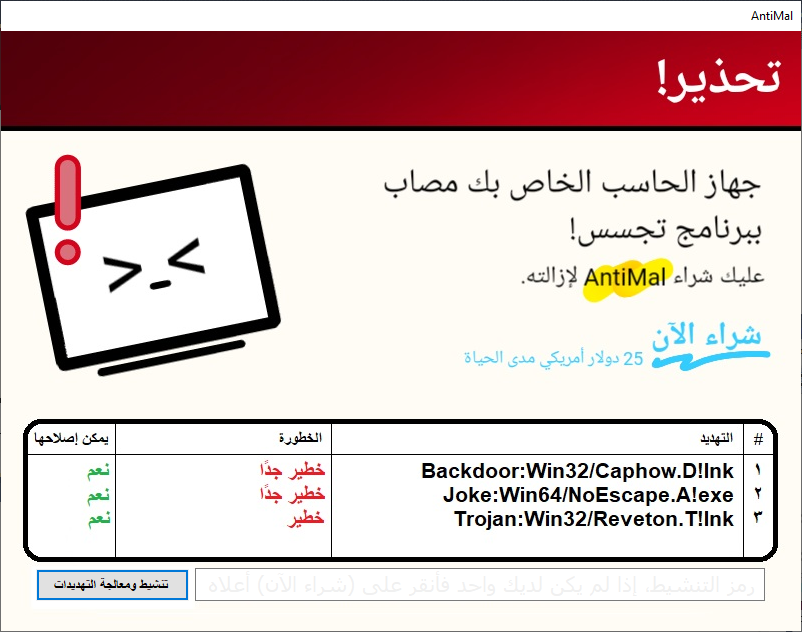
نافذة لبرمجية تخويف تفيد إصابة الحاسوب بثلاث تهديدات "خطيرة جدًا" مع طلب شراء مفتاح تنشيط مقابل 25 دولارًا أمريكيًا.

برمجية تخويف (بالإنجليزية: Scarware)‏ هو شكل من أشكال البرمجيات الخبيثة التي تستخدم الهندسة الاجتماعية لإحداث صدمة أو قلق أو إدراك وجود تهديد من أجل التلاعب بالمستخدمين في شراء برمجيات غير مرغوب فيها. تعتبر برمجيات التخويف من البرمجيات الضارة التي تتضمن برمجيات الأمن الاحتيالية وبرمجيات الفدية وغيرها، حيث تخدع المستخدمين للاعتقاد بأن حاسوبهم مصاب بفيروس، ثم تقترح عليهم شراء برمجية مكافحة فيروسات. عادةً ما يكون الفيروس خياليًا والبرمجية غير وظيفية أو ضارة بحد ذاتها. وفقًا لمجموعة عمل مكافحة التصيد الاحتيالي، ارتفع عدد حزم الترقيع في التداول من 2,850 إلى 9,287 في النصف الثاني من عام 2008. في النصف الأول من عام 2009، حدد APWG زيادة 585 ٪ في برمجيات التخويف.

يمكن أن ينطبق تصنيف "برمجية تخويف" أيضًا على أي تطبيق أو فيروس يزعج المستخدمين بقصد تسبب قلق أو ذعر.

## برمجية غش احتيالي
يستخدم مؤلفو أمن الإنترنت مصطلح "Scareware" لوصف منتجات البرمجيات التي تنتج تحذيرات تافهة أو مزعجة أو إشعارات تهديد، معظمها في العادة لجدار حماية تجاري وهمي أو برمجية تنظيف سجل. تحاول هذه الفئة من البرمجيات زيادة قيمتها المتصورة عن طريق قصف المستخدم برسائل تحذير مستمرة لا تزيد من فعاليته بأي شكل من الأشكال. يتم حزم البرمجية مع الشكل والمظهر الذي يحاكي البرمجيات الأمنية المشروعة من أجل خداع المستهلكين.
تعرض بعض مواقع الويب نوافذ منبثقة بنصوص مثل: "قد يكون جهاز الكمبيوتر الخاص بك مصابًا ببرمجيات تجسس ضارة. قد يُطلب إزالة فورية. لإجراء مسح ضوئي، انقر فوق" نعم «أدناه.» يمكن أن تذهب هذه المواقع بقدر ما تقول أن وظيفة المستخدم أو مهنته أو زواجه في خطر. غالبًا ما تُعتبر المنتجات التي تستخدم إعلانات كهذه بمثابة خدوش. تتأثّر تطبيقات التخويف الخطيرة كبرمجيات مارقة.
لا ترتبط بعض برمجيات التخويف مع أي برمجيات مثبتة أخرى. يمكن أن يواجه المستخدم نافذة منبثقة على موقع ويب يشير إلى إصابة حاسوبه. في بعض السيناريوهات، من الممكن أن يصاب بالورم حتى إذا حاول المستخدم إلغاء الإخطار. هذه النوافذ المنبثقة مصممة خصيصًا لتبدو وكأنها تأتي من نظام تشغيل المستخدم عندما تكون في الواقع صفحة ويب.
وجدت دراسة أجرتها جوجل عام 2010 أن هناك 11000 نطاقًا تستضيف برمجيات مزيفة لمكافحة الفيروسات، وهو ما يمثل 50٪ من جميع البرمجيات الضارة التي يتم تقديمها عبر الإنترنت.
اعتبارًا من 29 مارس 2011، تم إصابة أكثر من 1.5 مليون موقع ويب حول العالم من خلال هجوم LizaMoon SQL انتشر بواسطة برمجية تخويف.
اكتشفت الأبحاث التي أجرتها جوجل أن برمجيات التخويف تستخدم بعض خوادمها للتحقق من اتصال الإنترنت. تشير البيانات إلى أن ما يصل إلى مليون جهاز مصاب بالفيروس. وضعت الشركة تحذيرًا في نتائج البحث للمستخدمين الذين تظهر أجهزة الكمبيوتر الخاصة بهم مصابة.
مثال آخر على برمجيات التخويف هو سمارت فورتريس (بالإنجليزية: Smart Fortress)‏. يخيف هذا الموقع الناس ليعتقدوا أن لديهم الكثير من الفيروسات على حواسيبهم ويطلب منهم شراء الخدمة المهنية.

## برمجيات التجسس
بعض أشكال برمجيات التجسس تتأهل أيضًا كخدع لأنهم يغيرون خلفية سطح المكتب للمستخدم، ويقومون بتركيب أيقونات في منطقة الإشعارات بالكمبيوتر (تحت مسمى Microsoft Windows)، ويدعون أن نوعًا ما من برمجيات التجسس قد أصاب حاسوب المستخدم وأن برمجية التخويف سيساعد على إزالة العدوى. في بعض الحالات، تستبدل أحصنة الطروادة الخاصة ببرمجيات التخويف سطح المكتب للضحية بنص أصفر كبير مكتوب عليه «تحذير! لديك برمجية تجسس!» أو مربع يحتوي على نص مشابه، وحتى تضطر شاشة التوقف لتغيير «البق» الزاحف عبر الشاشة. "Winwebsec" هو المصطلح المستخدم عادةً لمعالجة البرمجيات الضارة التي تهاجم مستخدمي نظام التشغيل ويندوز وتنتج ادعاءات مزيفة مماثلة لتلك البرمجيات الأصلية لمكافحة البرمجيات الضارة.
سباي شريف (بالإنجليزية: SpySheriff)‏ مثالًا على برمجيات التجسس والتخويف: أنها تهدف إلى إزالة برمجيات التجسس، ولكن في الواقع برمجية تجسس بحد ذاتها، وغالبًا ما تصاحب العدوى سميت فراود (بالإنجليزية: SmitFraud)‏. يمكن الترويج لبرمجيات مكافحة التجسس الأخرى المضادة للفيروسات باستخدام خدعة التصيد.

## إلغاء تثبيت برمجية أمن شرعية
هناك أسلوب آخر هو خداع المستخدمين لإلغاء تثبيت برمجيات مكافحة الفيروسات الشرعية، مثل مايكروسوفت سكيورتي إستشالز، أو تعطيل جدار الحماية الخاص بهم. بما أن برمجيات مكافحة الفيروسات عادةً ما تتضمن الحماية ضد التلاعب أو التعطيل بواسطة برمجيات أخرى، قد تستخدم برمجيات التخويف الهندسة الاجتماعية لإقناع المستخدم بتعطيل البرمجيات التي من شأنها أن تمنع البرمجيات الضارة من العمل.

## إجراءات قانونية
في عام 2005، نجحت مايكروسوفت وواشنطن في رفع دعوى قضائية ضد شركة سكيور كمبيوتر (بالإنجليزية: Secure Computer)‏ (صناع منظف برمجيات التجسس) مقابل مليون دولار بسبب اتهامات باستخدام إطارات النوافذ المنبثقة. كما رفع المدعي العام في واشنطن دعاوى قضائية ضد سكيورلينك نتوركس (بالإنجليزية: Securelink Networks)‏ وهاي فولز ميديا (بالإنجليزية: High Falls Media)‏ ومطوري كويك شيلد (بالإنجليزية: Quick Shield)‏.
في أكتوبر/تشرين الأول 2008، رفعت مايكروسوفت ومدعٍ عام في واشنطن دعوى قضائية ضد شركتين في تكساس، برانش سوفتوير (بالإنجليزية: Branch Software)‏ وألفا ريد (بالإنجليزية: Alpha Red)‏، منتجي برمجية التخويف منظف السجل إكس بي (بالإنجليزية: Registry Cleaner XP)‏. وتزعم الدعوى القضائية أن الشركة قد أرسلت نوافذ منبثقة لا حصر لها تشبه تحذيرات النظام إلى حواسيب المستهلكين قبل إرشاد المستخدمين لزيارة موقع ويب لتنزيل منظف السجل إكس بي بتكلفة 39.95 دولارًا. .
في 2 ديسمبر 2008، قدمت لجنة التجارة الفيدرالية شكوى في المحكمة الفيدرالية ضد شركتي إنوفيتف ماركتينج (بالإنجليزية: Innovative Marketing)‏ وخدمات إنترنت بايت هوستينج (بالإنجليزية: ByteHosting Internet Services)‏، وكذلك الأفراد سام جاين، دانييل سوندان، جيمس رينو، مارك د سوزا وكريستي روس. وأدرجت الشكوى أيضًا في قائمة موريس ديسوا كمتهم إغاثة، وادعت أنه احتجز عائدات السلوك غير المشروع ولكن لم يتهمه بانتهاك أي قانون. زعمت لجنة التجارة الفيدرالية أن المتهمين الآخرين انتهكوا قانون لجنة التجارة الفدرالية عن طريق تسويق برمجيات مخادعة، بما في ذلك وين فيكسر (بالإنجليزية: WinFixer)‏ ووين أنتيفايرس (بالإنجليزية: WinAntivirus)‏ ودرايف كلينر (بالإنجليزية: DriveCleaner)‏ وإيرور سيف (بالإنجليزية: ErrorSafe)‏ وإكس بي أنتيفايرس (بالإنجليزية: XP Antivirus)‏. ووفقًا للشكوى، فإن المدعى عليهما يمثلان بشكل زائف أن فحوصات جهاز الكمبيوتر الخاص بالمستهلك تظهر أنه تعرض للتهديد أو الإصابة، ثم عرض بيع برمجيات لإصلاح المشكلات المزعومة.

## برمجية المزحة

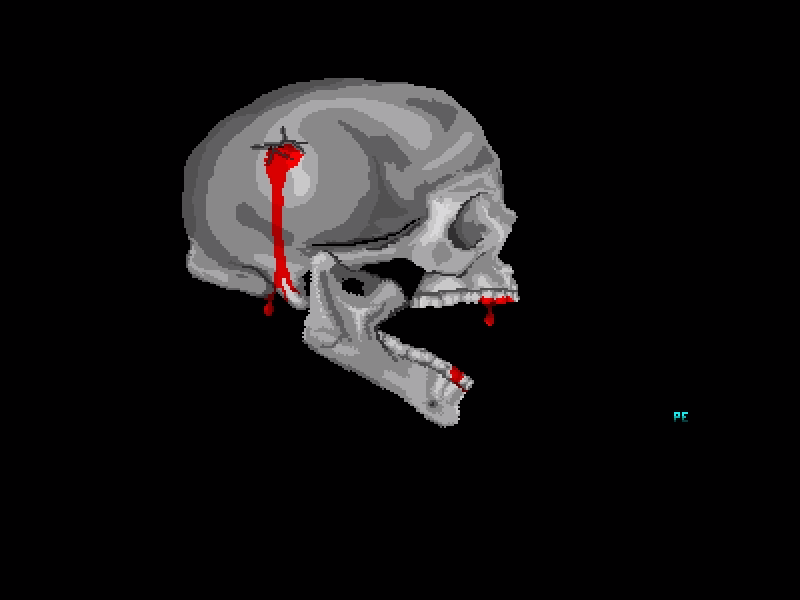
لقطة شاشة لبرمجية التخويف الكابوس NightMare

وهناك نوع آخر من البرمجيات التخويف تتضمن برمجيات مصممة لإخافة المستخدم حرفيًا من خلال استخدام صور أو أصوات أو فيديو صادمة غير متوقعة.
برمجية مبكرة من هذا النوع هي الكابوس (بالإنجليزية: NightMare)‏، وهي برمجية تم توزيعها على أقراص الأسماك لجهاز الكمبيوتر "Amiga (Fish # 448)" في عام 1991. عندما تُشغل البرمجية، فإنها تظل كامنة لفترة ممتدة وعشوائية من الزمن، ثم تغيير شاشة الحاسوب بأكملها إلى صورة جمجمة أثناء تشغيل صرخة مرعبة.
تضع برمجية التخويف القائمة على إقلاق المستخدمين في حالات لا توجد فيها نتائج إيجابية. على سبيل المثال، يمكن لبرمجية صغيرة تقديم مربع حوار يقول «محو كل شيء على القرص الصلب؟» مع زران كلاهما «موافق». بغض النظر عن الزر الذي يتم اختياره، لا يتم تدمير أي شيء.
تم استخدام هذا التكتيك في حملة إعلانية بواسطة سيرتيك (بالإنجليزية: Sir-Tech)‏ في عام 1997 للإعلان عن لعبة Virus: The Game. عند تشغيل الملف، يظهر تمثيل ملء الشاشة لسطح المكتب. تبدأ البرمجية بعد ذلك بمحاكاة حذف مجلد Windows. عند اكتمال هذه العملية، يتم كتابة رسالة ببطء على الشاشة تقول «الحمد لله أنها مجرد لعبة.» تظهر شاشة بمعلومات الشراء على الشاشة ثم تعود إلى سطح المكتب. لا يتم إلحاق الضرر بالكمبيوتر أثناء الإعلان.